# Junichi Miyashita
Pour les articles homonymes, voir Miyashita.
Junichi Miyashita (宮下純一, Miyashita Junichi), né le 17 octobre 1983 à Kagoshima, est un nageur japonais.

## Biographie
Junichi Miyashita remporte la médaille d'or du 100 mètres odos aux Jeux asiatiques de 2006 à Doha avec un temps de 54 s 67. Aux Jeux olympiques d'été de 2008 à Pékin, il fait partie du relais japonais terminant troisième de la finale du 4x100 mètres quatre nages ; il est aussi huitième de la finale du 100 mètres dos.